# Davaliàcies
Les davaliàcies (Davalliaceae) és una família de falgueres de l'ordre Polypodiales. És un tàxon germà de la família Polypodiaceae, i amb ella comparteix certs caràcters morfològics i fenotípics.
Les espècies de Davalliaceae són natives de les regions tropicals i subtropicals de les Illes del Pacífic, Austràlia, Àsia, i Àfrica. La seva mida és de petita a mitjana. Normalment són epífits, de vegades epipètrics o plantes terrestres.
Moltes espècies de Davallia són plantes ornamentals, les més conegudes són Davallia tyermanii, Davallia fejeensis, i Davallia solida. Està disponible una clau d'identificació de les espècies cultivades de Davallia. Davallodes, Humata, i Wibelia també tenen espècies cultivades.
El 1990, es va estimar que hi havia unes 110 espècies de Davalliaceae. El 2008 es va informar d només 63 espècies.

## Gèneres
- Araiostegiella M.Kato & Tsutsumi
- Davallia James Edward Smith
- Davallodes  E.B. Copeland
- Humata  A.J. Cavanilles
- Wibelia  Bernhardi

## Història
Gymnogrammitis i Leucostegia anteriorment s'havien inclòs dins Davalliaceae.
L'any 2008 un estudi filogenètic molecular de les Davalliaceae va mostrar que cap dels gèneres poliespecífics reconeguts en aquell tempes eren monofilètics. El mateix anys aquesta família es va dividir en 5 gèneres.

## Filogènia
El següent arbre filogenètic està basat en el publicat l'any 2008.
|  | Araiostegiella                                      |
|  |                                                     |
|  | \| \| Humata \| \| \| \| \| \| Davallia \| \| \| \| |
|  |                                                     |
|  | Humata                                              |
|  |                                                     |
|  | Davallia                                            |
|  |                                                     |

|  | Humata   |
|  |          |
|  | Davallia |
|  |          |

|  | Araiostegiella                                      |
|  |                                                     |
|  | \| \| Humata \| \| \| \| \| \| Davallia \| \| \| \| |
|  |                                                     |
|  | Humata                                              |
|  |                                                     |
|  | Davallia                                            |
|  |                                                     |

|  | Humata   |
|  |          |
|  | Davallia |
|  |          |

|  | Araiostegiella                                      |
|  |                                                     |
|  | \| \| Humata \| \| \| \| \| \| Davallia \| \| \| \| |
|  |                                                     |
|  | Humata                                              |
|  |                                                     |
|  | Davallia                                            |
|  |                                                     |

|  | Humata   |
|  |          |
|  | Davallia |
|  |          |

|  | Araiostegiella                                      |
|  |                                                     |
|  | \| \| Humata \| \| \| \| \| \| Davallia \| \| \| \| |
|  |                                                     |
|  | Humata                                              |
|  |                                                     |
|  | Davallia                                            |
|  |                                                     |

|  | Humata   |
|  |          |
|  | Davallia |
|  |          |